# 紀元前507年
紀元前507年（きげんぜんごひゃくななねん）は、西暦（ローマ暦）による年。
当時、古代ローマにおいては、「ポプリコラとプルウィッルスが共和政ローマ執政官に就任した年」として知られていた。紀元前1世紀の共和政ローマ末期以降においてはローマ建国紀元247年とされた。紀年法として西暦（キリスト紀元）がヨーロッパで広く普及した中世時代初期以降、この年は紀元前507年と表記されるのが一般的となった。

## 他の紀年法
- 干支 : 甲午
- 日本
  - 皇紀154年
  - 懿徳天皇4年
- 中国
  - 周 - 敬王13年
  - 魯 - 定公3年
  - 斉 - 景公41年
  - 晋 - 定公5年
  - 秦 - 哀公30年
  - 楚 - 昭王9年
  - 宋 - 景公10年
  - 衛 - 霊公28年
  - 陳 - 恵公27年
  - 蔡 - 昭侯12年
  - 曹 - 隠公3年
  - 鄭 - 献公7年
  - 燕 - 平公17年
  - 呉 - 闔閭8年
- 朝鮮
  - 檀紀1827年
- ベトナム :
- 仏滅紀元 : 38年
- ユダヤ暦 : 3254年 - 3255年

## できごと

### ギリシア
- アテナイの改革者クレイステネスが、実権を掌握して民主政を推進した。

### イタリア
- 共和政ローマがクルシウムと和平を結んだ。
- 王政ローマ最後の王タルクィニウス・スペルブスが、クルシウムからトゥスクルムに亡命した。

### 中国
- 鮮虞が晋軍を平中で破り、晋の観虎を捕らえた。
- 魯と邾が郯で会盟した。
- 蔡の昭侯が楚から帰国すると、晋に人質を送って楚に対する進攻を要請した。

## 誕生
- 公輸盤（魯班） - 中国の発明家、哲学者（紀元前444年没）

## 死去
- スダルマスワミ (Sudharmaswami) - インドの宗教指導者（紀元前607年生）